# Aka cryptica
Aka cryptica är en svampdjursart som beskrevs av Carballo, Hepburn, Nava, Cruz-Barraza och Bautista-Guerrero 2007. Aka cryptica ingår i släktet Aka och familjen Phloeodictyidae. Inga underarter finns listade i Catalogue of Life.